# Tour Chappe d'Annoux
Pour les articles homonymes, voir Télégraphe (homonymie).
La tour du télégraphe Chappe d'Annoux est un des relais de l'ancienne ligne télégraphique Chappe, entre les villes françaises de Paris et Lyon.

## Histoire
La tour du télégraphe Chappe est la seule station qui subsiste, sur les 14 que comptait l'Yonne. Elle fut construite en 1809 dans le bois de la Reppe. Cette tour carrée bâtie en pierre, d'une douzaine de mètres de hauteur, a été en partie restaurée en 1994, le mécanisme (dit système de Milan) inventé par Claude Chappe en 1794 a été reproduit à l'identique par les élèves de l'E.N.S.A.M. (École Nationale Supérieure des Arts et Métiers) de Cluny en 1999. Les restes d'une autre tour se trouvent sur la commune de Blacy, une autre en partie restaurée, se trouve à Auxerre. L'association « Les Amis de la Tour de Télégraphe Chappe d'Annoux », qui a pour objectif la préservation de cette tour, organise le premier dimanche de chaque mois, de mai à septembre, de 14 à 18 h et pendant les Journées Européennes du Patrimoine des visites guidées avec mise en œuvre du mécanisme. Des visites peuvent être organisées également sur réservation pour les groupes constitués.
Cinq stationnaires annouxois ont été identifiés : François Mercier, J. P. Girard, Jean-Pierre Bony, Philippe Degatier dit Toto (né à Sainte Lucie en 1782 et ayant servi comme stationnaire 28 années) et son fils, Léandre Degatier. 

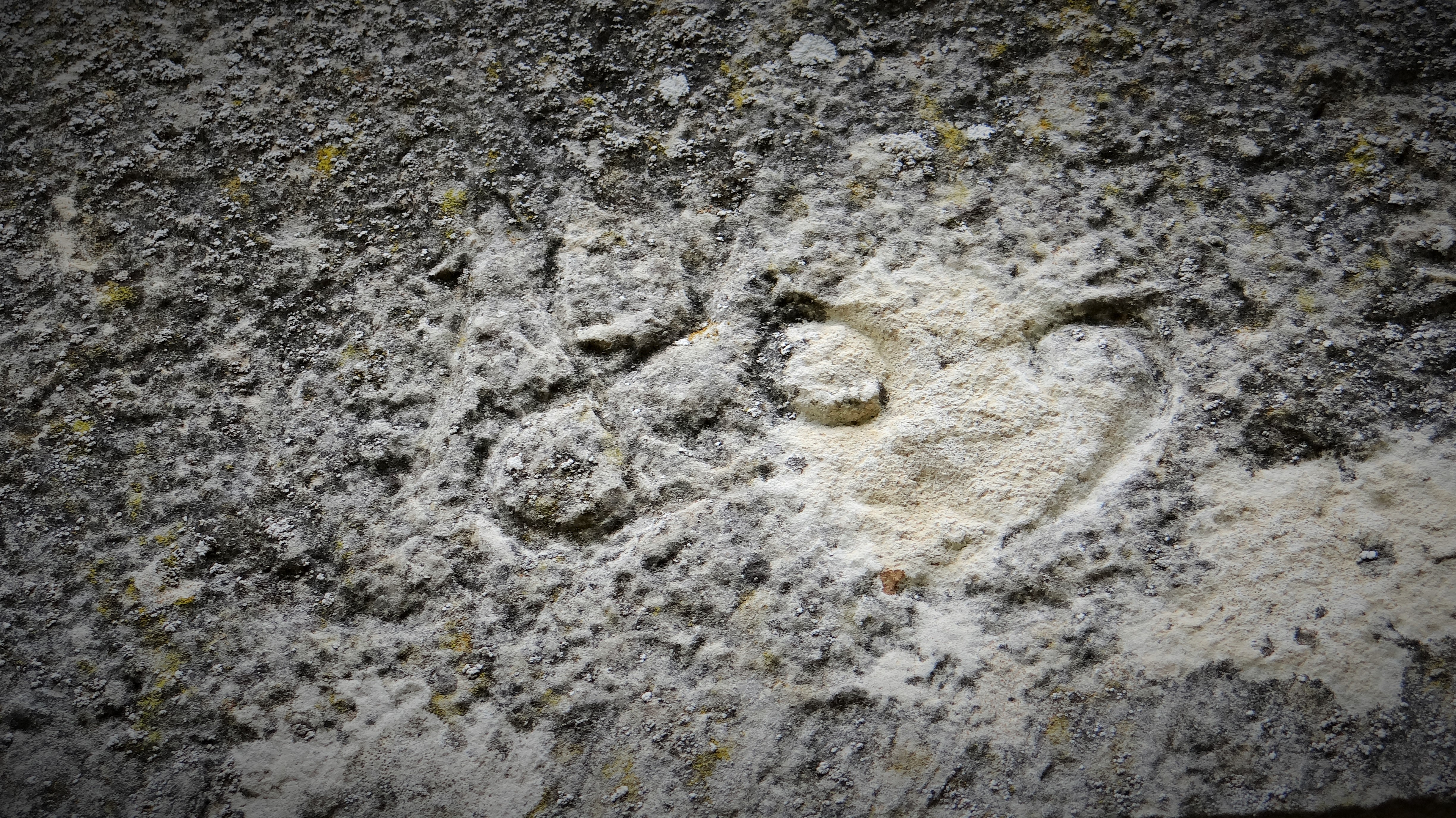
1809, linteau de la porte.
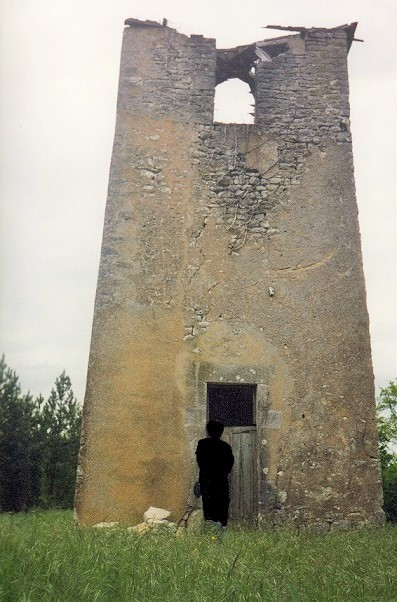
1994 (avant restauration).
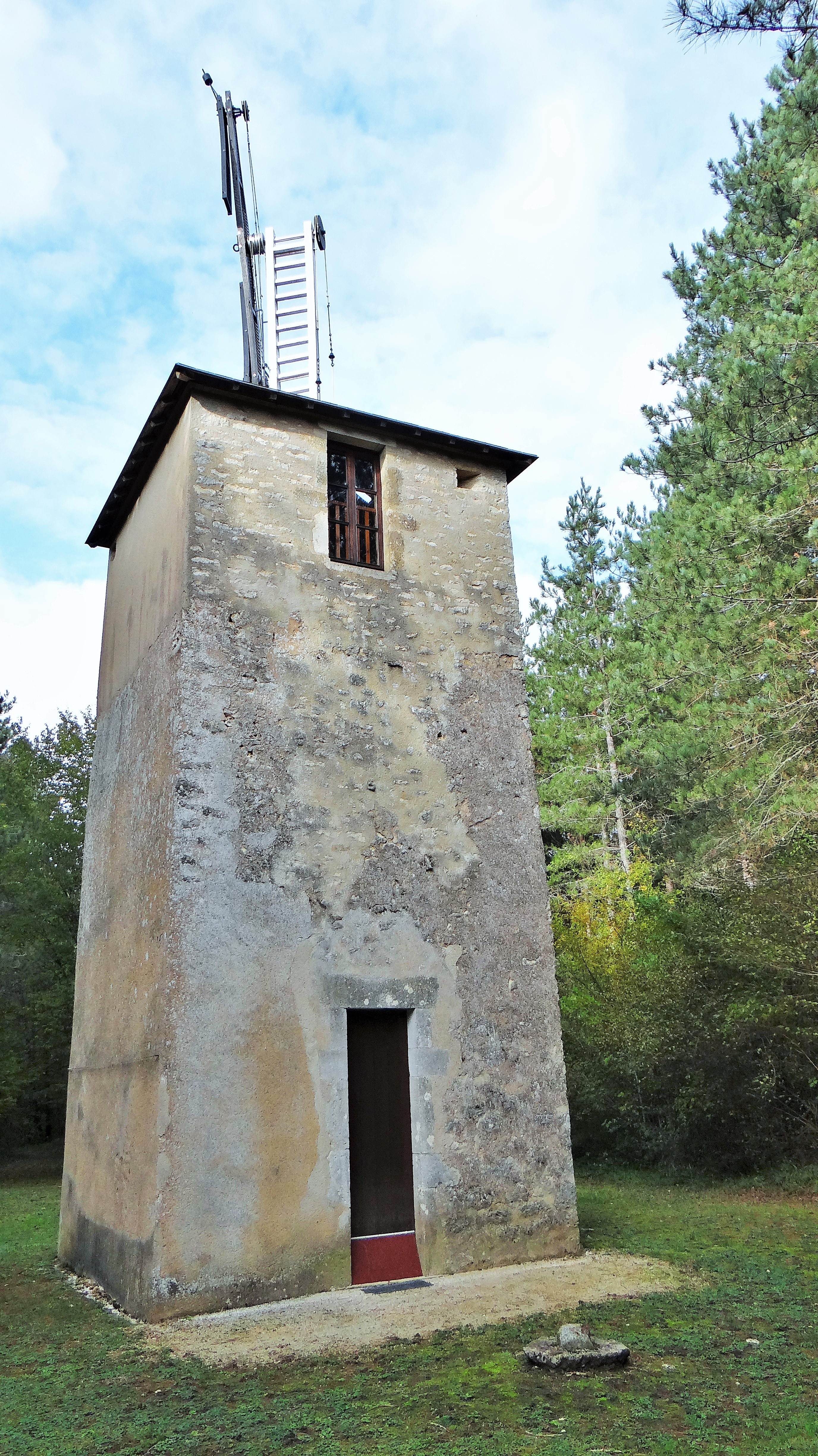
2022.
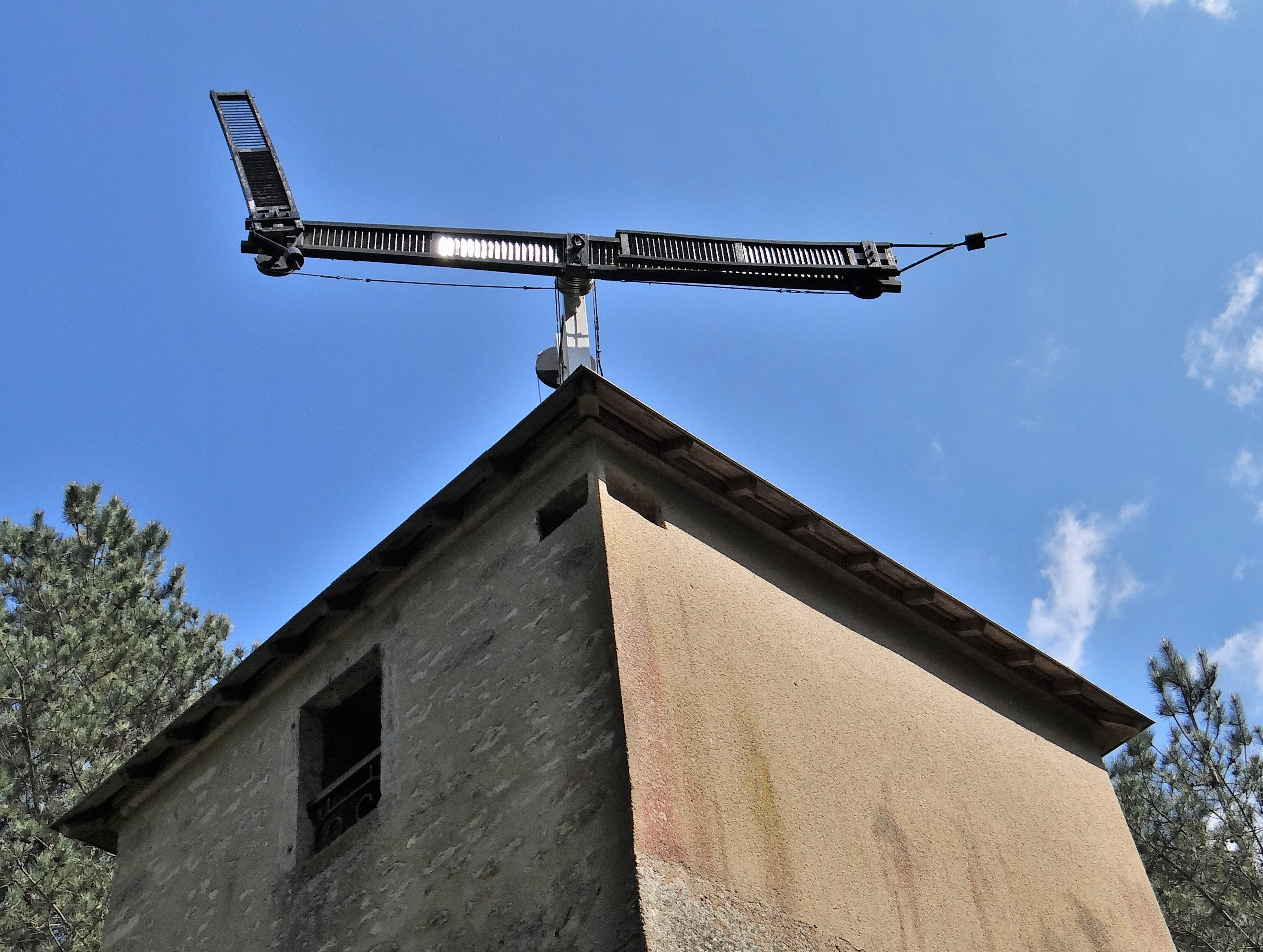
Mécanisme de la tour Chappe, 2022.
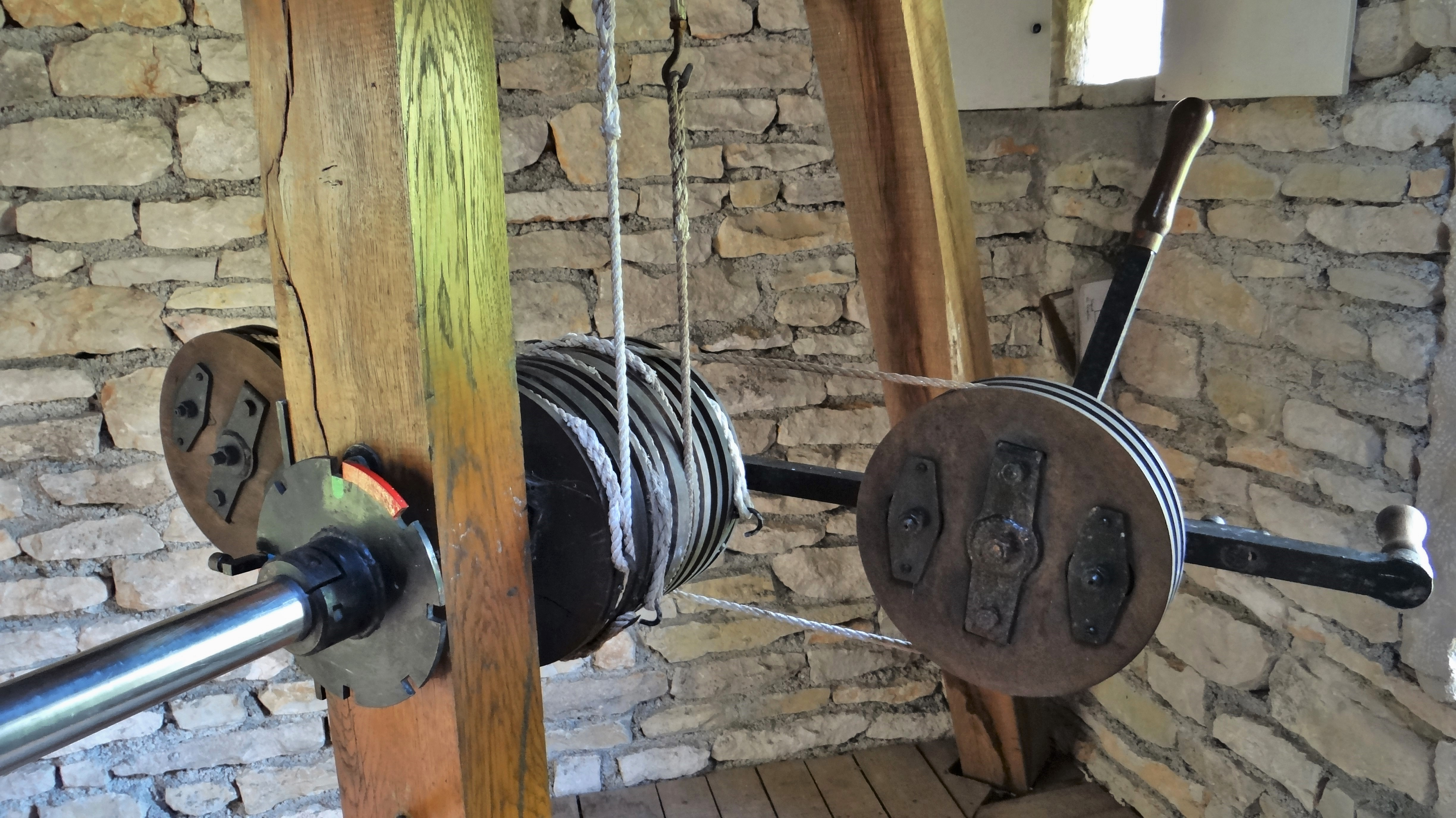
Système de manœuvre nommé "manipulateur".
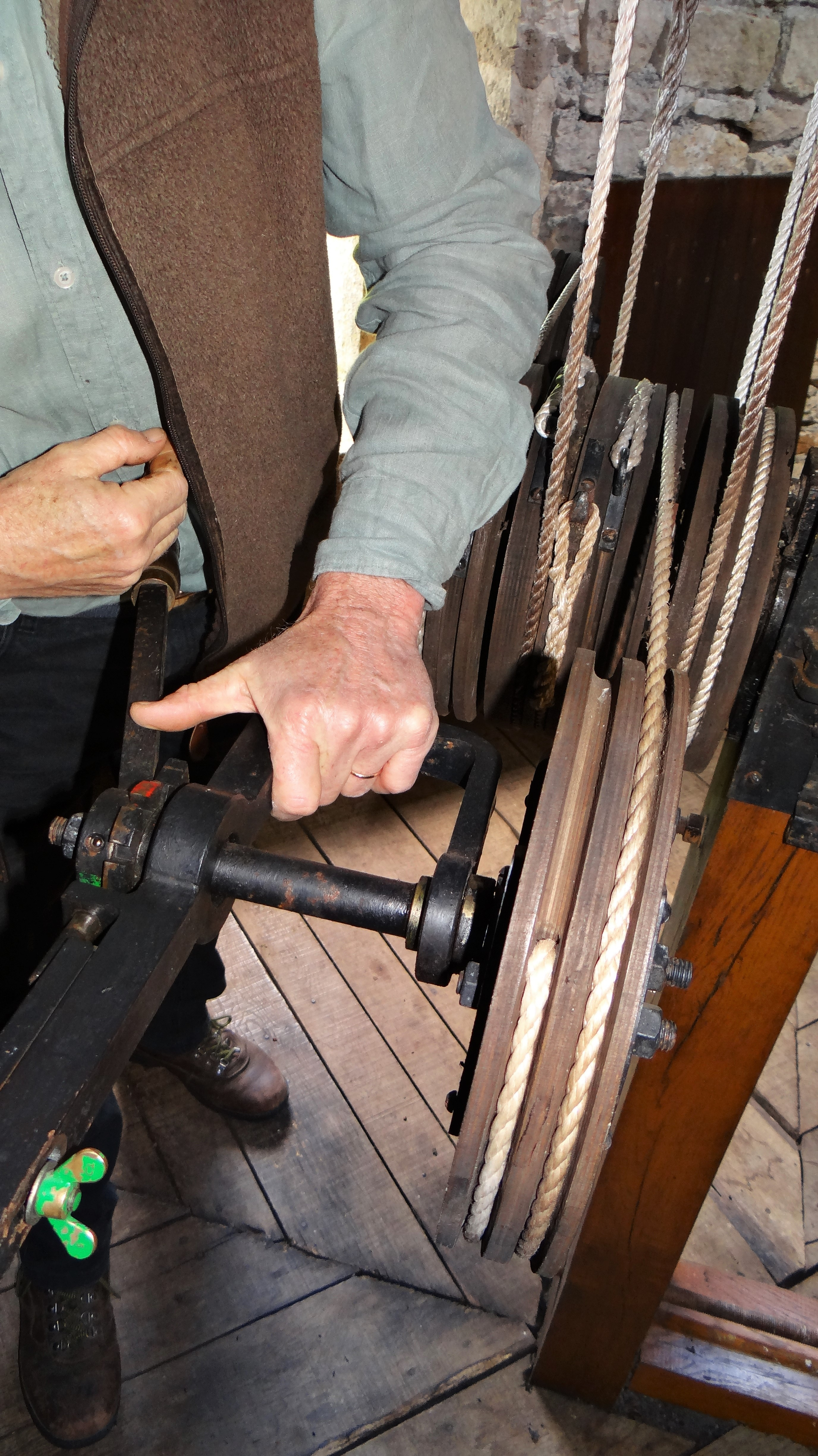
Démonstration en 2022.
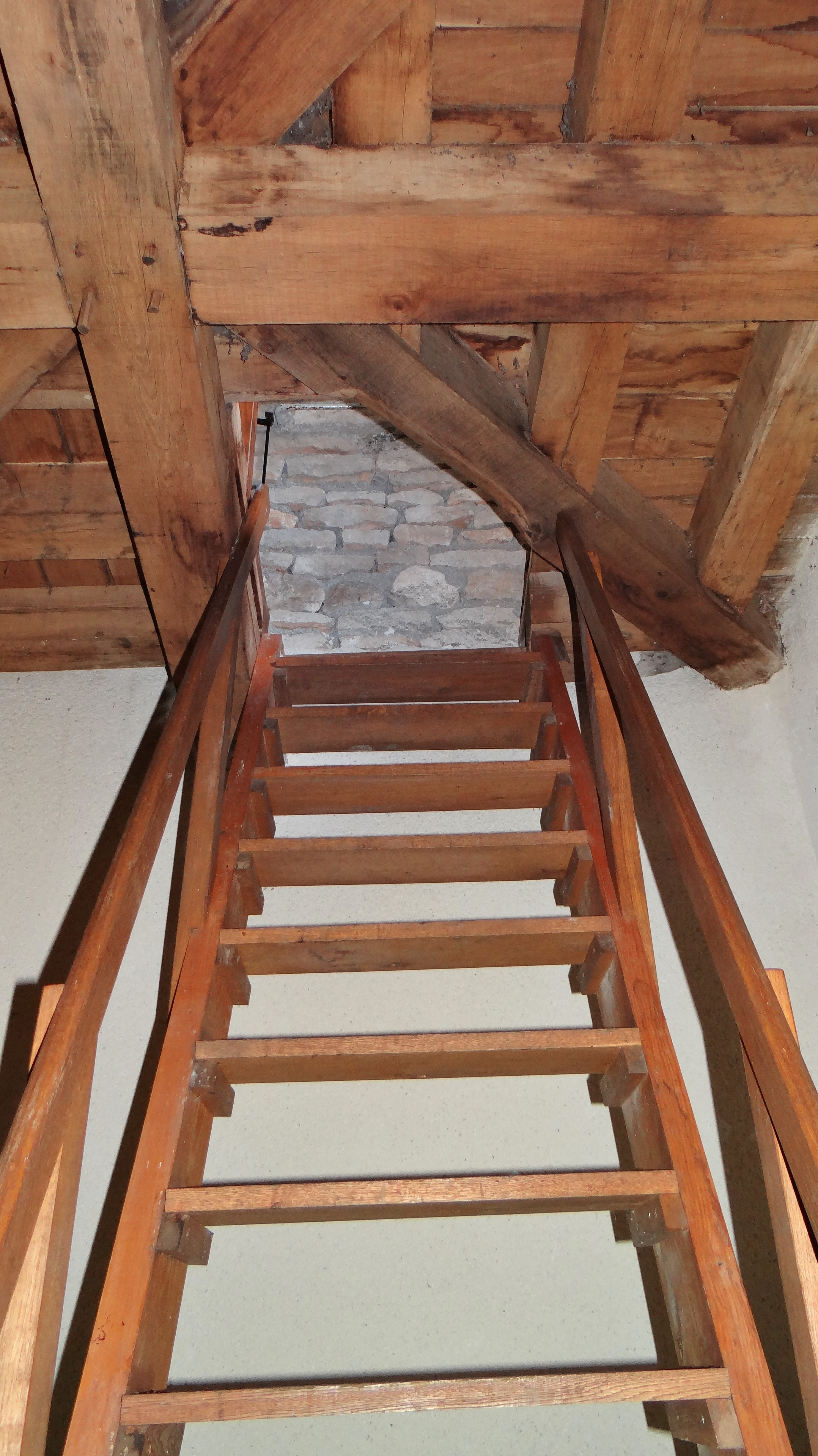
Echelle de meunier.
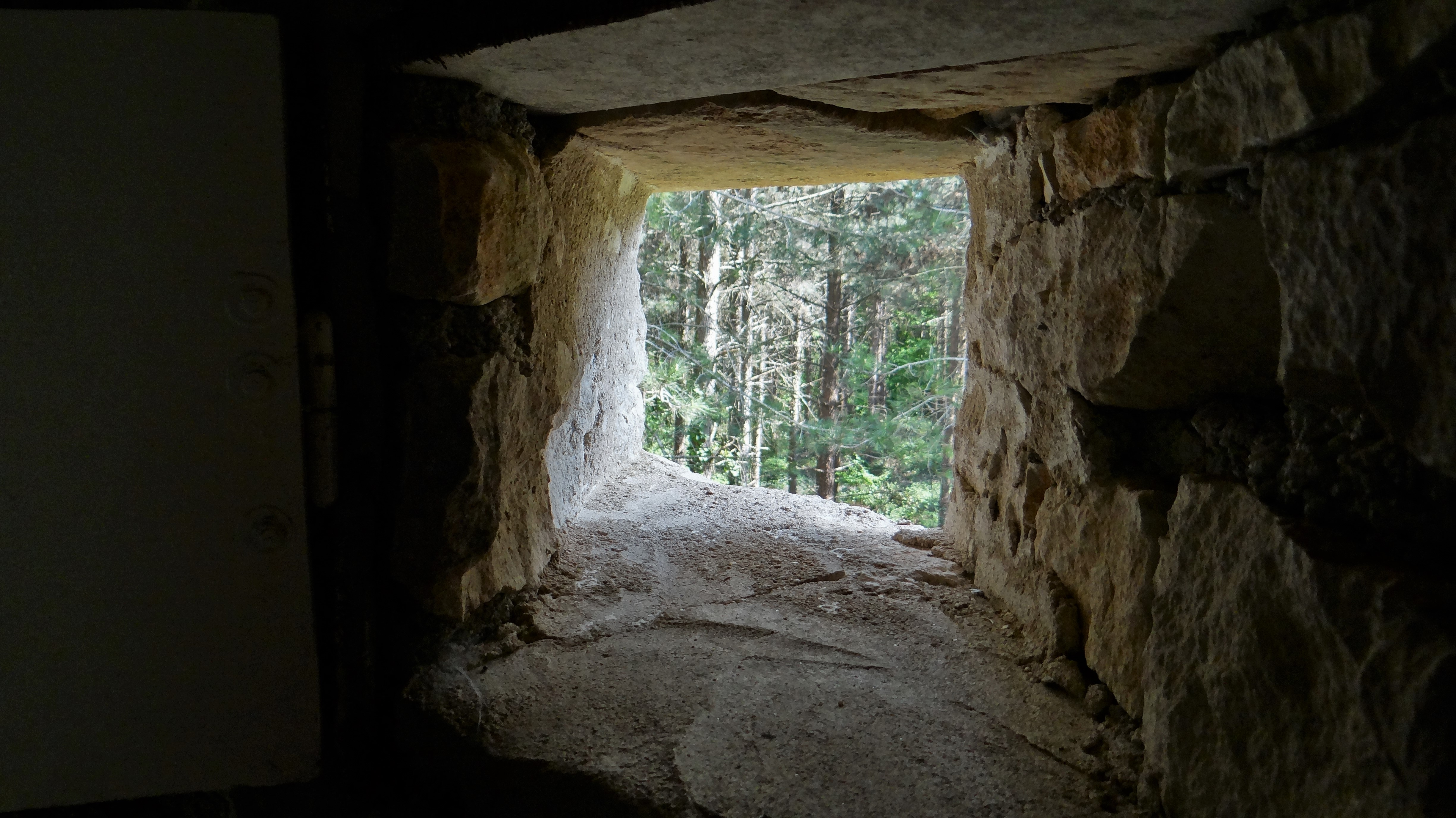
Lucarne d'observation.

## Accès

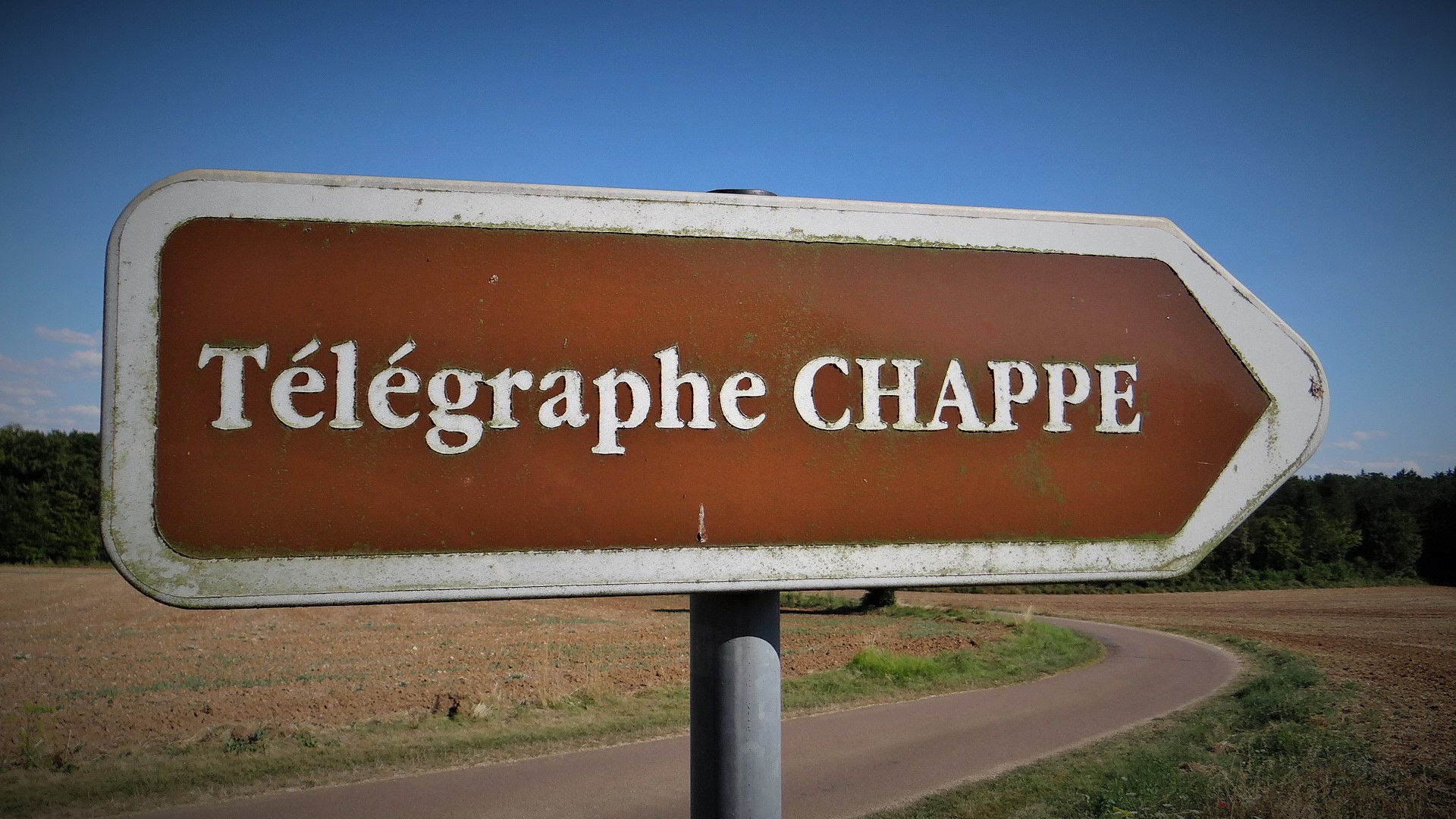
Panneau.

La  tour se situe dans l'Yonne, sur le territoire de la commune d'Annoux accessible par un chemin carrossable en sous-bois d'environ 1 250 m, chemin à partir de la route de Thizy juste après le mur d'enceinte du Château de la Garenne d'Annoux. 
Des panneaux en indiquent l'accès depuis Annoux.